# Valentina Boștină
Valentina Elena Boștină (n. 24 octombrie 1940, Oradea – d. 19 octombrie 1994, București) a fost o sculptoriță română, născută la Oradea. Este considerată una dintre cele mai importante reprezentante ale sculpturii monumentale și de for public.

## Biografie
A urmat cursurile Institutului Pedagogic din București pe care-l absolvă în anul 1963, după care studiază la Institutul de Arte Plastice „Nicolae Grigorescu”, Secția pedagogie Plastică figurativă în piatră și bronz,  la clasa profesorului Constantin Baraschi, pe care-l termină în anul 1956. Debutează la București în 1961 într-o expoziție colectivă de portrete. Face călătorii de studii în anul 1963 în URSS și RDG. În anul 1968 face studii în Ungaria și participă la expoziții colective și anuale de stat. A luat parte la o mulțime de simpozioane de sculptură în România, Austia și Germania.
Notorietatea i-a venit în anul 1968, cînd a organizat o expoziție personală la Casa Ziariștilor din București. Scriitorul și ziaristul Marcel Moreau i-a comentat această expoziție în paginile publicației Le Figaro.

## Opera
Valentina Boștină a creat obiecte de artă decorativă din metal, piatră și ceramică (Străbunul, Oul dogmatic, Geneza, Dragoș Vodă, ș.a.m.d.). Lucrările sale sunt răspândite prin colecții din Grecia, Austria, Germania, Franța și România. A realizat portrete de oameni simpli dar și de personalități cum au fost Octavian Goga din Hunedoara și maiorul Gheorghe Sontu din Giurgiu.
Majoritatea operelor realizate în metal de către Valentina Boștină se regăsesc în zona Strassburg-ului din Germania și doar puține prin câteva oarșe de provincie din România. A creat multe busturi ale unor personalități românești și o serie de proiecte de monumente. Singurul monument realizat este cel din Piatra Neamț intitulat „Monumentul Independenței”. Bustul lui Mircea Vulcănescu pe care l-a făcut la începutul anilor 1990 împreună cu inginera metalurg Brenner, a fost donat fără pretenții de drept de autor Primăriei Sectorului 2 din București de către soțui ei, filozoful Ion Papuc.
A realizat:
- Basorelieful din aluminiu din holul cinematografului Dacia din Baia Mare.
- Monumentul Independenței din Piatra Neamț.
- Bustul din bronz al lui Mircea Vulcănescu, instalat în piața Sfântul Ștefan, sector 2, București, dezvelit postum în 2009
- Bustul lui Nicolae Labiș din Baia Mare
- Bustul lui Dragoș Vodă pentru Liceul din Sighetul Marmației
- Bustul Generalului Dragalina amplasat în Bumbești, județul Târgul Jiu.
- Pescar, Litoralul Mării Negre, Constanța;
- Rădăcini, Parcul Herăstrău, București;
- Cariatidă în genunchi, Baia-Mare, Maramureș;
- Maternitate, Spitalul Fundeni, București;
- Tânără fată, Brăila;
- Prieteni, Oradea, Bihor;
- Petros Protector, Bad Peterstal-Griesbach, Germania.

## Expoziții personale
Expoziții personale:
- 1966 - Galeria de Artă, Baia Mare, Maramureș;
- 1967 - Galeria de Artă, Satu Mare;
- 1968 - Casa Ziariștilor, București;
- 1970 - Galeria Apollo, București;
- 1976 - Proiecte, Galeria Eforie, București;
- 1986 - Galeria Saarbrücken, Hamburg, Germania;
- 1987 - Sala Dalles, București;
- 1994 - Ghipsuri pictate, Galeria Simeza, București.

Expoziții de grup (selectiv):
- 1973, 1974 - Lindabrunn, Viena, Austria;
- 1978 - Schwarzenacker, Einöd, Germania;
- 1983 - Salonul de Sculptură Mică, Galeria Orizont, București;
- 1984 - Herne, Germania; Hamburg, Germania;
- 1985 - Bad Peterstal-Griesbach, Germania;
- 1985 - 1986 - Personaje dantești, Salonul Municipal de pictură, sculptură, gravură, București; Durbach, Germania;
- 1986 - Soltau, Germania; Blieskastel, Germania;
- 1987 - Portretul, Galeria Căminul Artei, București;
- 1988 - Bienala de pictură și sculptură Ariel, București

## Aprecieri
Expoziția din 1987 a beneficiat de un catalog amplu, cu un text despre etapele operei, semnat de Ion Papuc. Revista ARTA (nr. 1 / 1988) i-a dedicat un grupaj cu reproduceri și texte de Dan Grigorescu și Gheorghe Vida.
„Valentina Elena Boștină este adepta unei lumi funciarmente solare, mediteraneene (nelipsind uneori  și  impactul  cu  mitologia  nordică,  de  pildă  compoziția  în bronz Tristan și Isolda). În cicluri precum Maternități, Răpirea Europei, Perechi reformulează  într-o  cheie  personală  toposuri  ale  spiritualității  europene. Excelentă cioplitoare și modelatoare, ea atacă direct piatra, artefactul născându-se din această confruntare îndârjită. Sculptura Valentinei se distinge printr-o edificare solidă de tip arhitectonic a motivului, fie că este vorba de impunătoare structuri antropomorfe cu intenționalitate simbolică sau de piese abstracte, unde mizează pe expresivitatea nudă a materialului.”